# Maxtor

Logo van Maxtor.

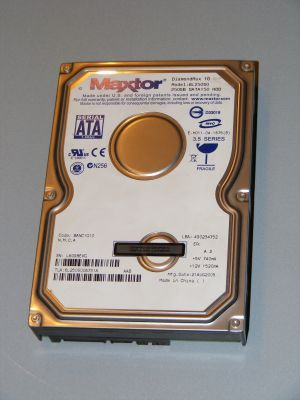
Een DiamondMax 10-schijf van Maxtor met een opslagcapaciteit van 250 GB.

Maxtor Corporation was een Amerikaans fabrikant van harde schijven voor personal computers. Het bedrijf werd opgericht in 1982 en is vanaf 2005 eigendom van Seagate Technology.

## Geschiedenis
Maxtor werd opgericht in 1982 en groeide uit tot een van de grootste fabrikanten van harde schijven met de overname van de hardeschijfafdeling van Quantum (oktober 2000) en MMC Technology (september 2001). In 2004 had Maxtor een omzet van 3,8 miljard Amerikaanse dollar. In 2005 was Maxtor de op drie na grootste fabrikant van harde schijven.
Eind 2005 werd Maxtor overgenomen door Seagate. Het merk Maxtor werd voorlopig behouden, maar waren opnieuw gelabelde Seagate-schijven.

## Media
In 2007 kwam het bedrijf in het nieuws vanwege een serie met virussen geïnfecteerde harde schijven die zijn verkocht in Nederland. Het virus was uit op het stelen van accounts voor online games. Kaspersky meldde in september van hetzelfde jaar dat het hele toenmalige productassortiment, inclusief digitale fotolijsten, geïnfecteerd zou kunnen zijn.